# 취리히 엥게역
취리히 엥게역(독일어: Bahnhof Zürich Enge)은 스위스 취리히시 남서부 엥게에 있는 취리히 S-반 시스템의 기차역이다. 역은 현재 치머베르크 베이스 터널 대체 루트로 우회하지만, 취리히호 좌안선에 있다.
현재는 주로 교외 열차에 국한되어 있지만, 역은 특히 인상적인 반원형 외관을 가지고 있다. 이 건물은 스위스 국가적으로 중요한 문화재의 목록에 올라가 있다.

## 역사
최초의 엥게역은 1875년 취리히호 좌안선이 개통되면서 시작되었다. 이 지역을 통과하는 노선의 원래 경로는 현재 선형과 다르며 대부분 도로 수준이었고, 많은 수평 교차점이 있었다. 최초의 역은 현재 역에서 남동쪽으로 약 200m 떨어진 곳에 위치했으며, 알베르트-에셔 거리와 빌레 장군 거리가 교차하는 지점과 가까웠다.
현재 역은 1925년에서 1927년 사이에 건설되었으며, 그때 선로가 서쪽으로 경로가 바뀌었고 더 많은 터널링이 있는 낮은 수준의 선형을 사용했다. 역 건물은 티치노의 화강암으로 지어졌으며, 그로 인해 정면 광장의 이름이 테시너 광장(Tessinerplatz)으로 표시된다. 건축가는 슈투트가르트 중앙역의 역 정면을 모델링한 오토 피스터와 베르너 피스터 형제였다.
건설 당시 현재 역에는 취리히호 좌안선과 취리히에서 루체른 본선까지의 모든 교통량을 운반하는 3개의 선로가 있었다. 이 선로는 동쪽의 측면 승강장과 가장 서쪽의 두 선로 사이의 섬 승강장이 제공되었다. 2002년 대체 치머베르크 베이스 터널 경로가 개통되면서 대부분의 장거리 열차는 더 이상 역을 통과하거나, 정차하지 않는다. 결과적으로 가장 서쪽의 선로가 제거되고, 섬 승강장이 측면 플랫폼으로 전환되었다.

## 운행
북쪽과 남쪽 모두에서 역으로 가는 철도 접근 방식은 터널로 이루어지며, 승강장 끝에 터널 입구가 있다. 848m 음울름베르크 터널이 북쪽에 있고 903m 엥게 터널이 남쪽에 있다.

## 서비스
이 역은 취리히 S-반의 S2, S8, S24 라인이 운행된다.
- S2 : 취리히 공항과 치겔브뤼케까지, 주말에는 기차가 치겔브뤼케에서 운터테르첸까지 운행
- S8 : 빈터투어와 페피콘 SZ 사이를 30분 간격으로 운행한다.
- S24 : 빈터투어와 추크 사이를 30분 간격으로 운행, 기차는 빈터투어에서 타잉엔 또는 바인펠덴.

취리히 트램 노선 5, 7, 10 및 13의 정류장과 지역 버스 노선 200, 444 및 445의 종점이 역에 인접해 있다.

## 갤러리

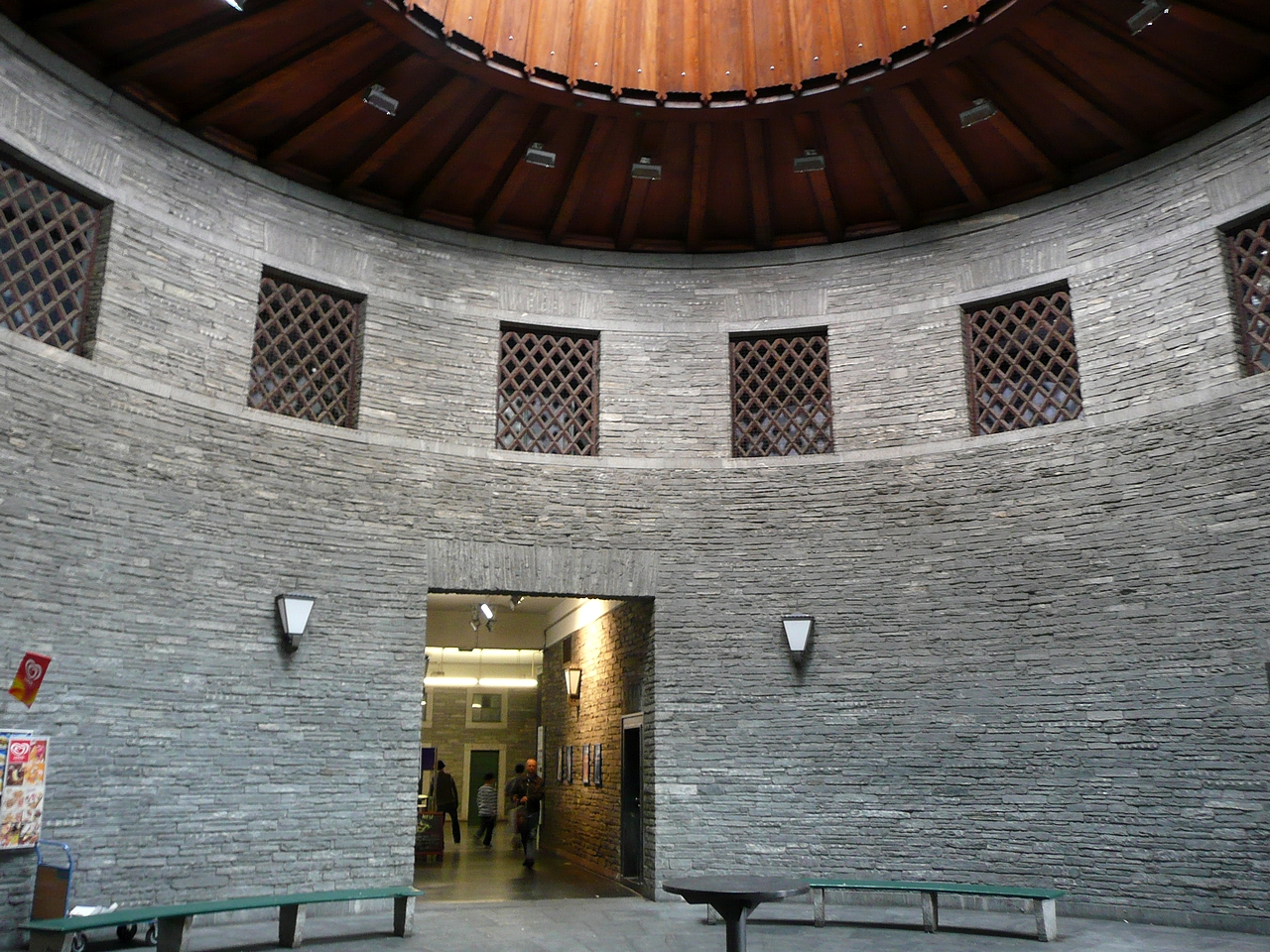
역 내부
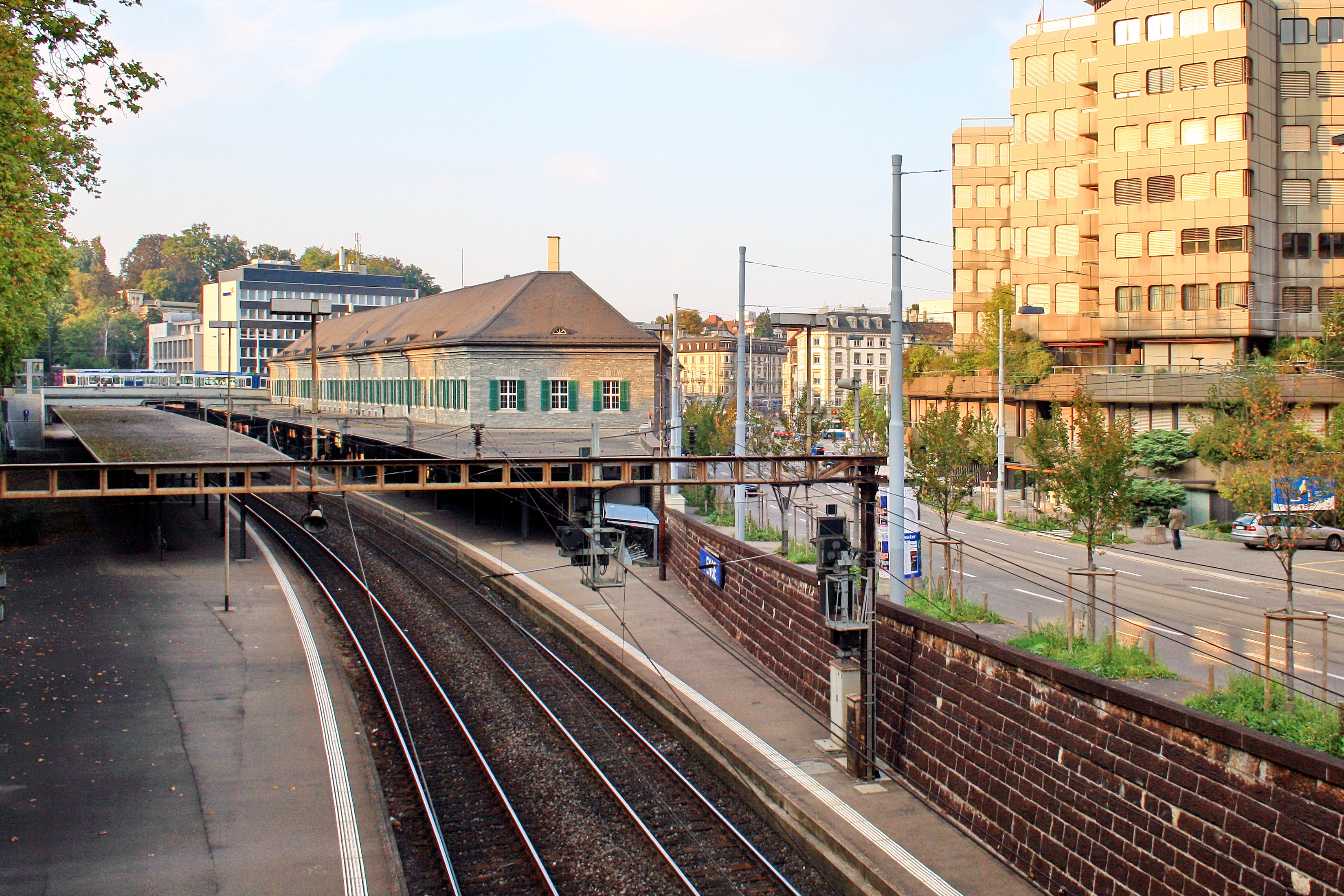
역 승강장